# Holacanthus bermudensis

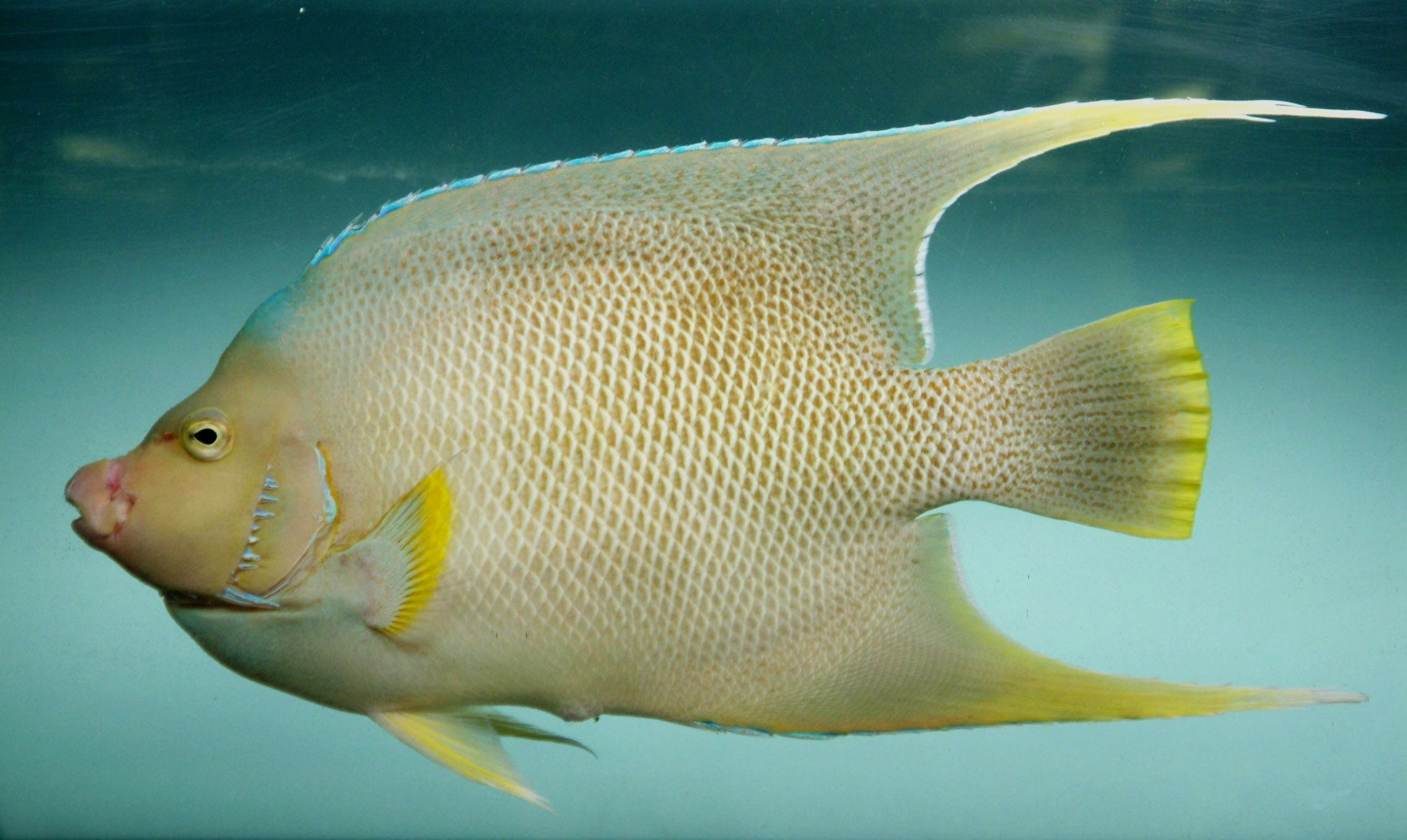
Ejemplar adulto de H. bermudensis en el Golfo de México, que puede ser híbrido con H. ciliaris

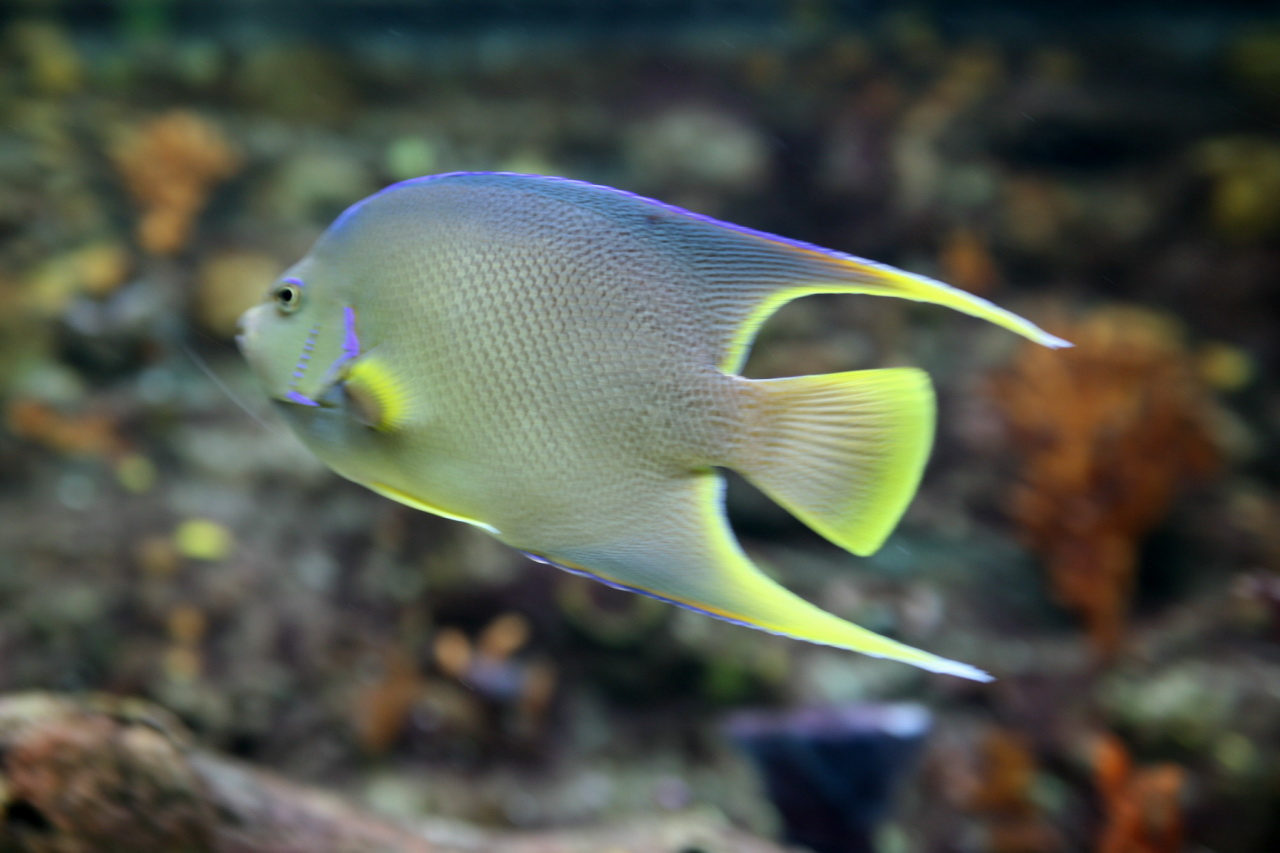
En el Acuario Nacional de Washington, EE. UU.

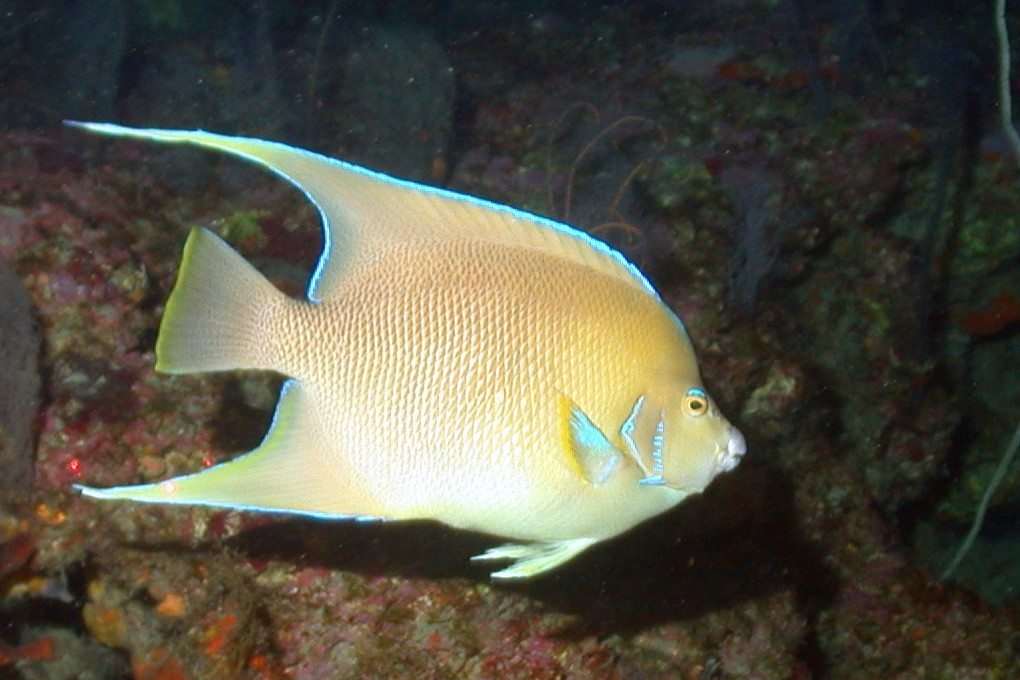
En Flower Garden Banks, Golfo de México

Holacanthus bermudensis es una especie de pez marino perciforme y pomacántido.
Su nombre común en inglés es Blue angelfish, o pez ángel azul. En español, dependiendo del país, puede ser chabelita azul o isabelita azul.
Es una especie común en arrecifes costeros de aguas turbias en Florida, y en arrecifes profundos en el Golfo de México, y con poblaciones estables. Ha sido confundida con frecuencia con la especie emparentada H. ciliaris, y, probablemente, la población de Bermudas sean híbridos de las dos especies.

## Morfología
Es un pez ángel típico, con un cuerpo corto y comprimido lateralmente, y una pequeña boca, con dientes diminutos rematados como cepillos. La aleta dorsal se desarrolla en un filamento muy sobresaliente. La aleta anal tiene un filamento, más pequeño, en su ángulo. Cuenta con una fuerte espina en el ángulo del preopérculo.
De adulto, la coloración base del cuerpo y las aletas dorsal, anal y caudal, es azul grisácea, con los bordes de éstas en amarillo. Las aletas pectorales son azules en la base, con una banda amarilla a continuación y sin color en el margen. En la nuca tiene una mancha azul-negra distintiva, que, a diferencia con la de H. ciliaris, no está bordeada de un anillo azul claro.
Los especímenes jóvenes tienen la coloración de la cabeza, vientre y aleta caudal amarilla, con el cuerpo negro, y añaden a su librea rayas verticales, de color blanco.
Los machos, que son mayores que las hembras, miden hasta 45 centímetros de largo, aunque el tamaño más normal en machos adultos es de 35 cm.

## Hábitat y comportamiento
Es una especie asociada a arrecifes y clasificada como no migratoria. Común en arrecifes coralinos y rocosos. Los juveniles ocurren en canales y arrecifes interiores.
Su rango de profundidad es entre 2 y 92 metros, aunque más comúnmente entre 5 y 25 m, y en un rango de temperaturas entre 22.69 y 27.19 °C.

## Distribución geográfica
Se distribuye en el océano Atlántico oeste, habiéndose reportado ejemplares vagabundos al norte de su rango, en Nueva Jersey. Es especie nativa de Anguilla; Bahamas; Bermuda; República Dominicana; Estados Unidos; Haití; México; Puerto Rico; Turks y Caicos e Islas Vírgenes, tanto las británicas, como las estadounidenses.

## Alimentación
El pez ángel azul se alimenta principalmente de esponjas, aunque también come pequeños invertebrados.

## Reproducción
Esta especie es dioica y ovípara. Su comportamiento sexual es poligínico, reuniendo el macho un harén de unas 4 hembras, a las que corteja y fertiliza alternativamente. Los machos se comunican con las hembras mediante cambios temporales de coloración durante el cortejo. La fertilización es externa, desovando en parejas. La hembra puede producir entre 25.000 y 75.000 huevos cada tarde.
El cortejo comienza con el macho desplegando sus aletas pectorales y moviéndolas rápidamente por unos segundos. Entonces la hembra asciende, y el macho se sitúa bajo la hembra, tocándole el vientre con el hocico y ascendiendo junto a la hembra, con el vientre junto a ella. Cuando la pareja asciende a unos 18 m de profundidad, libera los huevos y el esperma, provocando la fertilización.
Tras la fertilización, los huevos flotan en la columna de agua durante 15 a 20 horas, hasta que eclosionan en larvas transparentes, que absorben el saco vitelino en 48 horas. Las larvas crecen rápidamente alimentándose de plancton, y cuando alcanzan los 15-20 mm mutan a la forma juvenil.

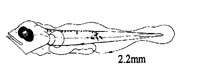
Larva 2.2 mm de H. bermudensis
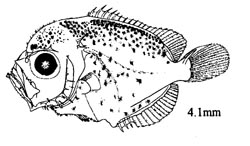
Larva 4.1 mm de H. bermudensis
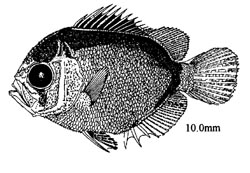
Larva 10 mm de H. bermudensis
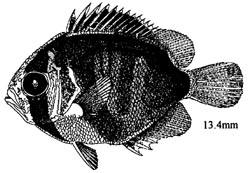
Larva 13.4 mm de H. bermudensis

No cuidan a sus alevines.